# Katarische Amateurfunkgesellschaft
Die Katarische Amateurfunkgesellschaft (QARS) (englisch Qatar Amateur Radio Society) ist ein nationaler Verein für Funkamateure in Katar.
Die Organisation verwendet QARS als offizielle internationale Abkürzung, basierend auf der englischen Übersetzung ihres Namens. Sie unterhält ein QSL‑Büro für Mitglieder, die regelmäßig mit Funkamateuren in anderen Ländern kommunizieren.
Die QARS vertritt die Interessen der Funkamateure und Kurzwellenhörer in Katar vor nationalen und internationalen Regulierungsbehörden für Telekommunikation. QARS ist die nationale Gesellschaft, die Katar bei der International Amateur Radio Union (IARU) vertritt.

## Informationen
- Im Jahr 2010 gab die Post von Katar eine Briefmarke zu Ehren der QARS heraus. Dies war das erste Mal, dass ein Postdienst im Nahen Osten einer Amateurfunkorganisation Tribut zollte.
- Die QARS betreibt in Doha eine Funkbake im 6-m-Band mit der Stationskennung A71A/B.
- Seit 2014 ist die QARS an dem Kooperationsprojekt Es'hail-2 mit der Es'hailSat Qatar Satellite Company und der AMSAT Deutschland beteiligt.